# Missió gregoriana

Mapa general dels pobles anglosaxons entorn de l'any 600

La missió gregoriana, coneguda de vegades com la missió agustina, va ser l'esforç missioner enviat pel papa Gregori el Gran als anglosaxons l'any 596. Foren uns quaranta integrants liderats per un monjo romà anomenat Agustí, el seu objectiu era convertir els anglosaxons al cristianisme. Quan l'últim missioner va morir el 653 ja havien aconseguit establir el cristianisme a la Gran Bretanya meridional. Al costat dels missioners irlandesos i francs, van convertir les illes Britàniques al cristianisme, preparant el terreny per a les missions irlandeses i escoceses al continent que vindrien en segles posteriors.

## Desenvolupament de la missió
Després que l'Imperi Romà retirés les seves legions de la província de Britània l'any 410, l'illa va ser envaïda i colonitzada per tribus paganes d'origen germànic. A finals del segle vi, el papa Gregori va enviar un grup de missioners que va desembarcar a Kent amb la missió de convertir el rei Ethelbert, l'esposa del qual, Bertha, era una princesa franca ja convertida al cristianisme. A més del propòsit cristianitzador, Gregori esperava, possiblement, ampliar l'àrea d'influència del papat. Agustí era el prior del monestir de Gregori a Roma i el papa va voler preparar el camí per als missioners demanant l'ajuda dels governants francs dels territoris pels quals transitaria la missió.
El 597 un grup de quaranta missioners van arribar a Kent, on van ser autoritzats per Ethelbert a predicar lliurement a la capital del seu regne, Canterbury. Els missioners van escriure a Gregori informant-lo de l'èxit de la missió i de les conversions que havien aconseguit. El 601, una nova missió va partir cap a Kent, portant llibres i altres objectes necessaris per a una nova fundació. La data exacta de conversió d'Ethelbert és desconeguda, però se sap que va ocórrer abans del mateix any 601. Gregori va designar Agustí arquebisbe metropolità del sud de les illes Britàniques, concedint-li autoritat sobre tot el clericat britànic natiu, però el nou arquebisbe no va aconseguir mai a arribar a acords amb els bisbes locals.
Fins a la data de la mort d'Ethelbert, el 616, s'havien establert noves diòcesis al territori britànic, però a partir de llavors tingué lloc un ressorgiment del paganisme i va quedar abandonada la seu episcopal de Londres. La filla d'Ethelbert, Ethelburga de Kent, es va casar amb Edwin, rei del regne de Northúmbria, i el 627 Paulí de York, que el va acompanyar al nord, ja havia convertit Edwin i alguns dels seus seguidors. A la mort d'Edwin, entorn del 633, la seva vídua i Paulina van haver de fugir a Kent. Encara que els missioners no van aconseguir mantenir-se en tots els llocs on havien evangelitzat, a la mort de l'últim d'aquests (el 653) el cristianisme ja havia arrelat fermament a Kent i els seus voltants, implantant el ritu romà en el cristianisme britànic.

## Fonts documentals

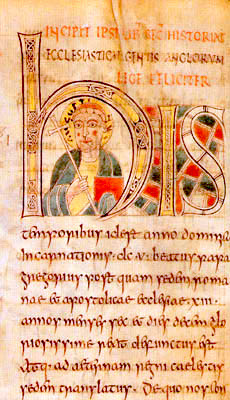
Il·lustració en el llibre de Beda que representa sant Agustí (manuscrit de Sant Petersburg)

## Les motivacions papals

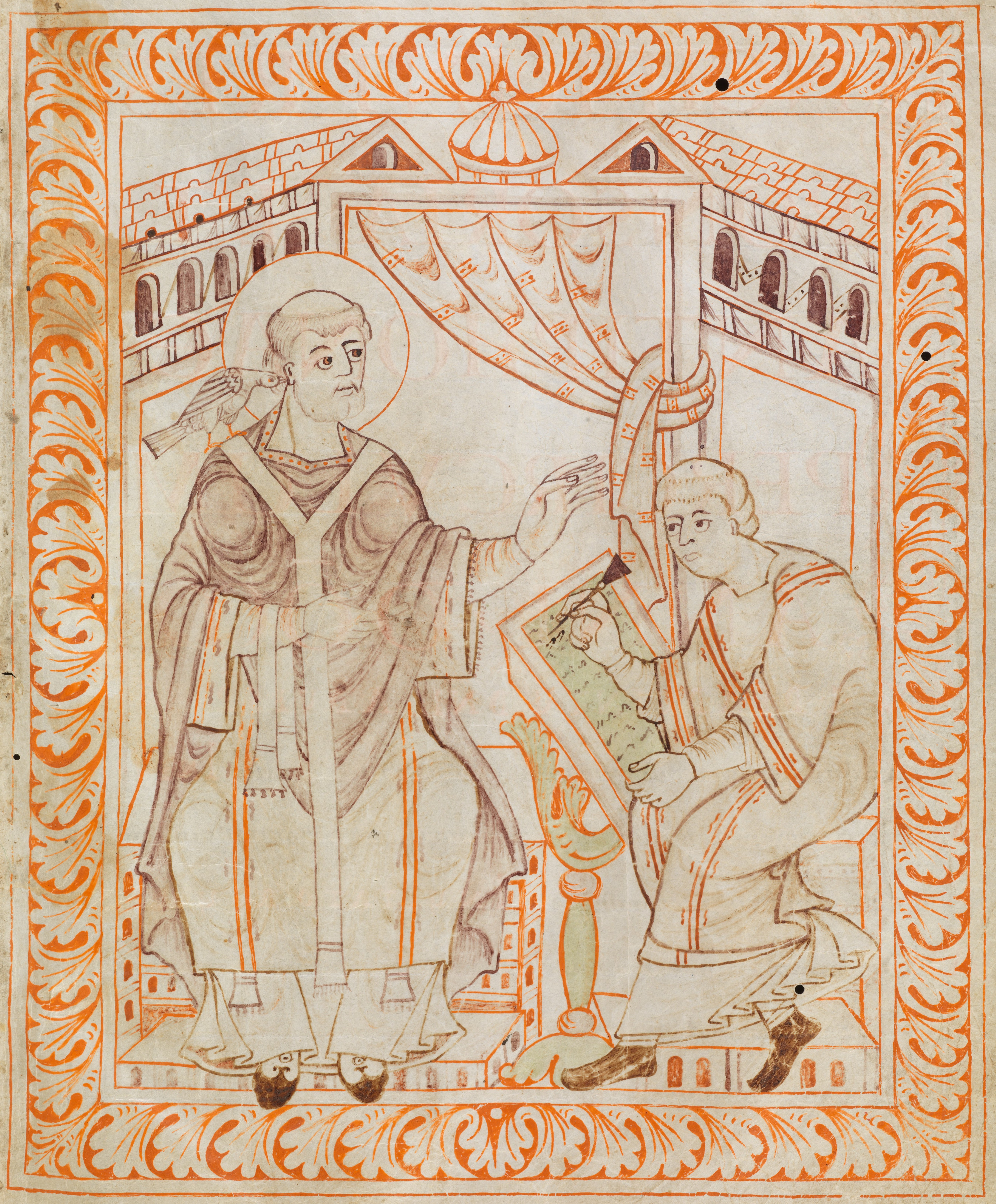
El papa Gregori dictant cartes a un escrivà.

## Kent, punt d'inici

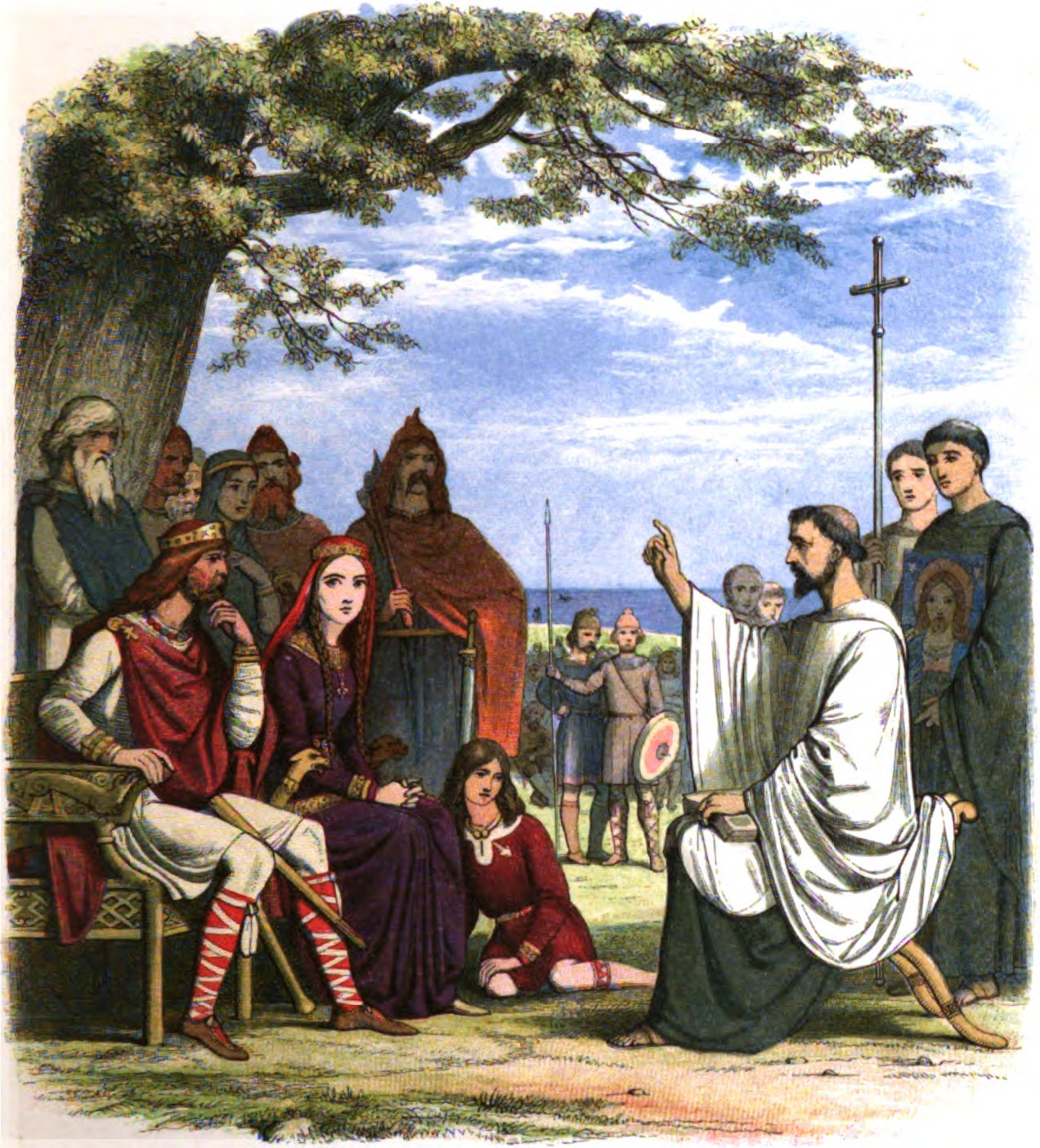
Agustí i la seva comitiva són rebuts pel rei Etelbert de Kent. Il·lustració del 1864.

## Preparatius

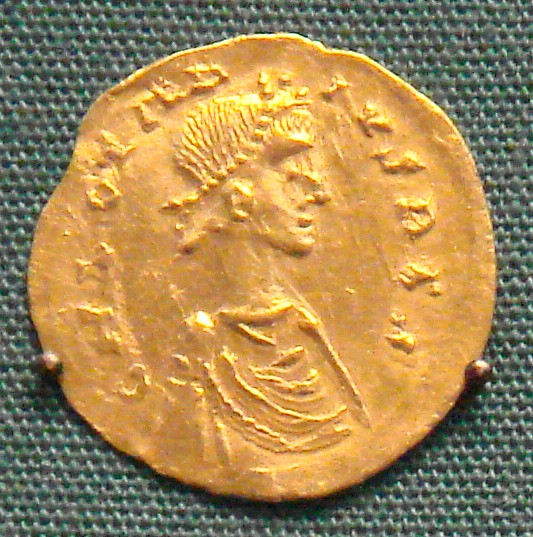
Clotari II, un dels col·laboradors.

## Acció evangelitzadora i resultats

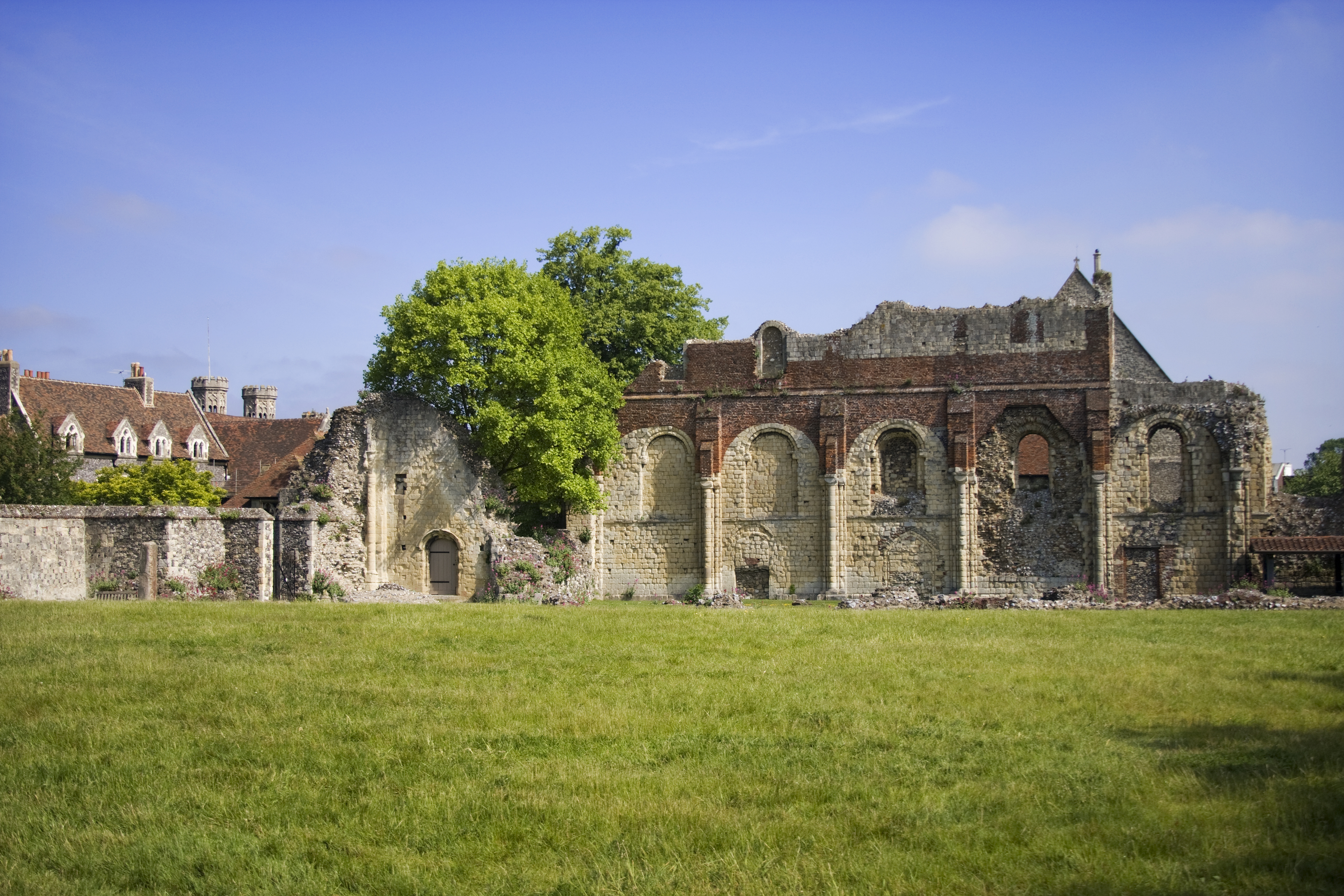
Runes de l'abadia fundada per Agustí a Canterbury.

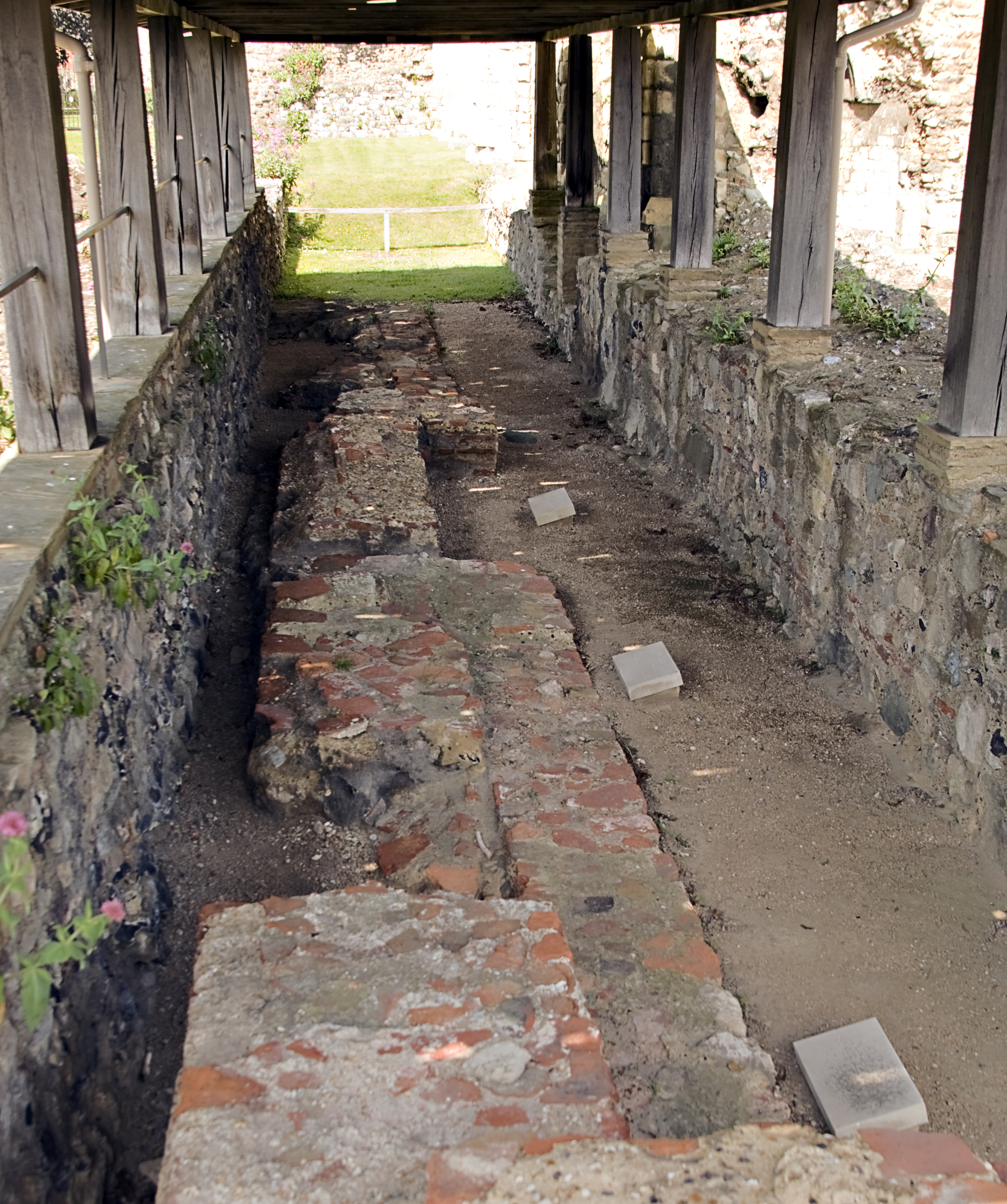
Tombes de Melitó, Just i Llorenç en les ruïnes de l'abadia que va fundar Agustí a Canterbury.